# Fubon Angels
Fubon Angels是臺灣中華職棒富邦悍將與P. LEAGUE+臺北富邦勇士專屬啦啦隊 。

## 簡史
前身為義大犀牛專屬啦啦隊犀睛女孩，2015年起重新招募成員並改團名為「Rhino Angels」。
2016年10月24日，富邦育樂買下義大犀牛，Rhino Angels並沒有留任，富邦球團重新成立Fubon Angels，並重新徵選成員。啦啦隊屬於富邦育樂公司，為中華職棒五支球團中第一支「棒籃雙棲」的啦啦隊。於2017年3月20日成軍，當時因吸收中華職棒其他三隊啦啦隊離隊成員而受到矚目。
2021年開始招募Fubon Angels練習生，是首個建立練習生制度的啦啦隊，練習生來自球迷及展場模特兒等。此批練習生於2021年1月17日P. LEAGUE+臺北富邦勇士主場比賽中首次登場。並於開季前引入啦啦隊員背號系統，為中華職棒各球團專屬啦啦隊第二支擁有跟球員一樣的背號系統。
2022年富邦育樂公司正式成立「演藝事業部」發展演藝事業，並由原應援團長、Fubon Angels及吉祥物共同組成「Team Fubon 111」。同時再海選並錄取2位應援組練習生、1位Fubon Angels練習生，以及2位播報組練習生加入團隊。
2024年韓國「釜山女神」李晧禎、「啦啦隊的朴敏英」南珉貞、「全民表妹」李雅英 ，接連宣布加入Fubon Angels，在台灣掀起「韓流」熱潮，Fubon Angels成為台灣第一個有三位韓國成員的啦啦隊。
2025年7月，富邦育樂公布選入該年度練習生共10名，並組成團體「Fubon Angels Mini」；同時與韓國節目製作公司3Y CORPORATION合作，製作一系列練習生徵選過程的實境節目。

## 成員

### 管理團隊
| 職稱         | 藝名本名英文          | 備註 |
| 舞蹈總監     | 師妹老師              | 2024年起擔任舞蹈總監。 |
| 大隊長       | 秀秀子王永秀Showshowz | 2024~2025年起擔任大隊長。國立臺灣藝術大學舞蹈學系畢業。兒童劇演員、專業魔術舞者，加入前為舞蹈老師。 |
| 舞蹈組長     | 檸檬林芳婧Lemon       | 2024~2025年起擔任舞蹈組長。中州科技大學觀光與休閒管理學系畢業。為舞團Funky girls成員。 |
| 舞蹈副組長   | 大頭葉姸君Sara        | 2024~2025年起擔任舞蹈副組長。2025中華職棒明星賽舞蹈總監。中國文化大學運動與健康促進學系畢業。 |
| 生活管理組長 | 潔米陳依琳Jamie       | 2024~2025年起擔任生活管理組長。天主教輔仁大學畢業。成軍前即為臺北富邦勇士啦啦隊成員。 |
| 服裝造型組長 | 丹丹吳丹燁Evelyn      | 2024~2025年起擔任服裝造型組長。國立臺灣藝術大學舞蹈學系畢業。曾於2020年4月登上日本網站Kerorin's Life Scoop票選第一名。 |
| 社群行銷組長 | 奶昔洪采鈺Milkshake   | 2025年起擔任社群行銷組長。銘傳大學(臺北校區)新媒體暨傳播管理學系畢業。曾擔任大學熱舞社教學。 |
| 應援團長     | 蓁蓁周佳蓁Jennifer    | 國立嘉義大學數位學習設計與管理學系畢業。為舞團Funky girls成員。2021年曾因個人生涯規劃而離隊，2022年重新回歸。2024年起擔任應援團儲備幹部。2025年正式轉為應援團長帶領應援。因與富邦悍將現役外野手周佳樂名字相近而被誤傳為姊弟，但兩人不時在互動時以姊弟相稱。 |

### 現役成員
| 入隊年                | 名字本名英文 | 出生年月日 | 身高 | 專屬背號 | 備註 |
| 2017                  |              |            |      | |      |
| 潔米陳依琳Jamie       | 1993/05/20   | 165        | 20   | 1.天主教輔仁大學畢業。2.成軍前即為臺北富邦勇士啦啦隊成員。3.2026年世界棒球經典賽資格賽啦啦隊CT AMAZE成員。 |      |
| 慈妹彭翊慈Joyce       | 1998/03/07   | 156        | 37   | 1.臺北市立大學運動藝術學系街舞組畢業。2.2026年世界棒球經典賽資格賽啦啦隊CT AMAZE成員。 |      |
| 2018                  |              |            |      | |      |
| 檸檬林芳婧Lemon       | 1995/06/05   | 168        | 100  | 1.中州科技大學觀光與休閒管理學系畢業。2.為舞團Funky girls成員。3.因獨特的歌聲受到矚目有著「檸魂歌/割/收割姬」的稱號。 |      |
| 2019                  |              |            |      | |      |
| 丹丹吳丹燁Evelyn      | 1989/02/15   | 158        | 15   | 1.國立臺灣藝術大學舞蹈學系畢業。2.曾於2020年4月登上日本網站Kerorin's Life Scoop票選第一名。 |      |
| 秀秀子王永秀Showshowz | 1994/11/24   | 165        | 24   | 1.國立臺灣藝術大學舞蹈學系畢業。2.兒童劇演員、專業魔術舞者，加入前為舞蹈老師。亦曾是rainbow girls舞團成員。3.2023年亞洲職棒冠軍爭霸賽應援啦啦隊成員。4.2024年8月同步加入PSG Talon啦啦隊塔龍女孩成員。5.2024年世界棒球12強賽啦啦隊CT AMAZE成員。6.2026年世界棒球經典賽資格賽啦啦隊CT AMAZE成員。 |      |
| 2021                  |              |            |      | |      |
| 安娜陳思婷Anna        | 1996/02/05   | 161        | 25   | 1.國立臺灣藝術大學舞蹈學系進修學士班畢業。2.曾為香港歌手吳若希「這位蠢才」MV編舞及演出。3.並亦為李翊君「翊如既往」演場會2020－2021年演唱會御用舞者。 |      |
| 許嘉欣Jessy           | 1996/04/26   | 168        | 66   | 1.銘傳大學(桃園校區)經濟與金融學系畢業。2.過去曾錄取陸籍航空公司的空服員，亦曾是rainbow girls舞團成員。3.2022年曾短暫退出，2023年重新回歸。4.2023年亞洲職棒冠軍爭霸賽應援啦啦隊成員。5.2024年世界棒球12強賽啦啦隊CT AMAZE成員。6.2026年世界棒球經典賽資格賽啦啦隊CT AMAZE成員。                 |      |
| 鄔語葶張語庭Tiffany   | 1996/11/22   | 166        | 23   | 1.淡江大學西班牙語文學系畢業。2.曾為2019淡江月曆女孩，亦曾是rainbow girls舞團成員。3.擅長長笛及鋼琴。 |      |
| 2022                  |              |            |      | |      |
| 奶昔洪采鈺Milkshake   | 1998/06/22   | 156        | 6    | 1.銘傳大學(臺北校區)新媒體暨傳播管理學系畢業。2.曾擔任大學熱舞社教學。 |      |
| 維心張維心Weihsin     | 1998/10/07   | 159        | 77   | 淡江大學資訊與圖書館學系畢業。 |      |
| 馮翊庭Kesha           | 1998/10/09   | 157        | 10   | 臺北市立大學運動藝術學系街舞組。 |      |
| 沁沁林沁Chinchin      | 2001/01/16   | 162        | 97   | 國立臺灣體育運動大學舞蹈學系。 |      |
| 2023                  |              |            |      | |      |
| 卡洛琳陳玟諭Carolyn   | 2001/01/18   | 159        | 28   | 1.國立臺灣藝術大學舞蹈學系畢業。 |      |
| 大頭葉妍君Sara        | 2001/04/19   | 162        | 58   | 1.中國文化大學運動與健康促進學系畢業。 |      |
| 栗子李佳俐Kuri        | 2001/11/05   | 165        | 90   | 1.曾為AKB48 Team TP成員。2.曾擔任2024年的社群行銷組長。 |      |
| 2024                  |              |            |      | |      |
| 寶兒吳昀廷Bao         | 1990/01/07   | 160        | 1    | 1.康寧護專護理科畢業。2.曾為Popu Lady成員。 |      |
| 南珉貞남민정MinJeong  | 1997/09/08   | 166        | 98   | 2020－2022年為三星獅啦啦隊成員 |      |
| 李雅英이아영Ayoung    | 1992/02/09   | 170        | 29   | 1.2015年曾為樂天巨人啦啦隊成員。2.2020－2021年曾為起亞虎啦啦隊成員。3.2022－2023年曾為NC恐龍啦啦隊成員。4.2024現同步為台啤永豐雲豹啦啦隊電豹女成員。 |      |
| 金子仁김자인JaIn      | 1995/12/05   | 170        | 71   | 1.2021－2022年曾為NC恐龍啦啦隊成員。2.2020年曾獲得韓國慶南小姐選美獎項，曾受邀參加2024臺北時裝週SS25。 |      |
| 2025                  |              |            |      | |      |
| 李珠珢이주은JuEun     | 2004/07/24   | 170        | 32   | 1.2024年曾為起亞虎啦啦隊成員。2.2024年7月27日-28日曾以起亞虎啦啦隊身份受富邦悍將邀約來台參與「G!POP流行音樂節」應援活動。3.目前同步為LG雙子啦啦隊成員。 |      |
| 禾羽張雅涵Kimi        | 1996/05/31   | 152        | 5    | 1.2022-2024年曾為樂天桃猿啦啦隊Rakuten Girls成員。2.發行過多張個人單曲，和出演戲說台灣系列在當中飾演「蘭花精」而廣為人知。 |      |
| 雅惟張雅惟Yawei       | 1997/12/17   | 161        | 76   | 1.世新大學公廣系畢業。2.曾擔任原子邦妮「這樣我就能忘記妳了」的MV女主角及多部廣告、戲劇演出。3.有悍將小跑車的美譽。 |      |
| 潔潔藍羽潔Chieh       | 2002/12/29   | 160        | 11   | 1.現就讀台北市立大學。2.知名舞蹈老師藍波老師的女兒，擅長各類舞蹈及國標舞。 |      |
| 唐嘉寶Kapo            | 1995/06/07   | 160        | 44   | 1.世新大學口傳系畢業。2.香港跟泰國混血，曾到韓國留學就讀語言學堂，會說5種語言。 |      |

### 現役成員Instagram
| 名字    | Instagram                                                            |
| 潔米    | https://www.instagram.com/jamie.0520 （页面存档备份，存于）          |
| 慈妹    | https://www.instagram.com/j.oycee377 （页面存档备份，存于）          |
| 檸檬    | https://www.instagram.com/funkygirls_lemon （页面存档备份，存于）    |
| 丹丹    | https://www.instagram.com/yea_wu （页面存档备份，存于）              |
| 蓁蓁    | https://www.instagram.com/funkygirls_jennifer （页面存档备份，存于） |
| 秀秀子  | https://www.instagram.com/showshowz1124 （页面存档备份，存于）       |
| 安娜    | https://www.instagram.com/anna0205chen_                              |
| Jessy   | https://www.instagram.com/jessy04260426 （页面存档备份，存于）       |
| Tiffany | https://www.instagram.com/tiff_1122_                                 |
| 奶昔    | https://www.instagram.com/milkshake_0622                             |
| 維心    | https://www.instagram.com/weihsin.1007                               |
| Kesha   | https://www.instagram.com/keshaaa.kk                                 |
| 沁沁    | https://www.instagram.com/_chinchin_77_                              |
| 卡洛琳  | https://www.instagram.com/carolynnnnn28 （页面存档备份，存于）       |
| 大頭    | https://www.instagram.com/bighead.58                                 |
| 栗子    | https://www.instagram.com/chiali_1105                                |
| 寶兒    | https://www.instagram.com/sdd776941 （页面存档备份，存于）           |
| 南珉貞  | https://www.instagram.com/minjeong_w_                                |
| 李雅英  | https://www.instagram.com/yyyoungggggg                               |
| 金子仁  | https://www.instagram.com/jjaaaaiinnnn/                              |
| 李珠珢  | https://www.instagram.com/0724.32/ （页面存档备份，存于）            |
| 禾羽    | https://www.instagram.com/kimi_0531/                                 |
| 雅惟    | https://www.instagram.com/yaweii_/                                   |
| 潔潔    | https://www.instagram.com/chieh__j/                                  |
| Kapo    | https://www.instagram.com/kapo_4467/                                 |

### 離隊成員
| 名字本名              | 出生年月日 | 專屬背號 | 備註 |
| Rhino Angels 時期離隊 |            |          | |
| 騷寶寶葉雨萍          | 1987/02/16 | 不適用   | 老公為中信兄弟球員陳家駒，於2014年9月11日於澄清湖棒球場面對義大犀牛的比賽，於延長十局半擊出生涯首支再見全壘打，引發公眾對於「球隊啦啦隊成員於非工作時間，是否能幫他隊球員加油」的討論。 2021年起成為P. LEAGUE+高雄鋼鐵人啦啦隊鋼鐵女神雅典娜管理及經紀。                     |
| 咪咪                  |            | 不適用   | |
| 歐妮劉妍伶            | 09/01      | 不適用   | 為外拍模特。 |
| 恩恩                  | 01/23      | 不適用   | |
| Apple                 | 02/10      | 不適用   | 台南應用科技大學舞蹈系畢業。現為舞蹈老師，舞蹈專長為一字馬，以教學兒童舞蹈為主。曾獲選為nike girl、府城美漾女孩。 |
| 猴妹(琪琪)劉怡琪      | 1989/08/26 | 不適用   | 2015年起加入統一7-ELEVEN獅啦啦隊Uni Girls。中職棒球女孩（Baseball Girls）。 2019年末加入味全龍啦啦隊Dragon Beauties小龍女。 |
| 妞妞林宜萱            | 11/01      | 不適用   | 現為美甲師。曾為指甲彩繪美容職業工會聯合會拍攝廣告。 |
| Cindy                 | 07/15      | 不適用   | 輔英科技大學讀應用英語學系畢業。 |
| 班班鄭宇庭            | 01/15      | 不適用   | 樹德科技大學表演藝術系學士，及國立臺北藝術大學讀藝術與人文教育研究所碩士。 |
| 小悠詹雯婷            | 10/26      | 不適用   | 高雄師範大學視覺設計系學士，及國立高雄應用科技大學文化創意研究所碩士。 |
| 妖嬌陳詩筠            | 1986/06/09 | 不適用   | Rhino Angels 隊長。 本名陳美燕，曾是女團「我愛黑澀會」成員。 2009年曾加入統一7-ELEVEN獅啦啦隊Uni Girls。 2016年離開Rhino Angels。 2021年起成為T1 LEAGUE臺南台鋼獵鷹主場DJ。                                                                                                  |
| Peggy黃沛祺           | 1995/01/05 | 不適用   | 2017年起加入中信兄弟啦啦隊Passion Sisters。 |
| 辰羚張辰羚            | 1995/11/13 | 不適用   | 2018年起加入統一7-ELEVEN獅啦啦隊Uni Girls，2020年離隊。 2021年起成為P. LEAGUE+高雄鋼鐵人啦啦隊鋼鐵女神雅典娜成員。 |
| 牙牙方藝慈            | 1993/09/01 | 不適用   | 就讀高雄餐旅大學航空暨運輸服務管理系。 2021年起成為T1 LEAGUE臺南台鋼獵鷹啦啦隊Wings Girls成員。 |
| 美美陳美貞            | 08/28      | 不適用   | 樹德科技大學表演藝術學系畢業。過去曾為中華職棒義大犀牛專屬啦啦隊犀晴女孩成員；犀晴女孩解散後成為中華職棒專屬啦啦隊中職棒球女孩成員。 |
| 綺綺陳冠綺            | 1994/10/04 | 不適用   | 2017年起加入中信兄弟啦啦隊Passion Sisters 。老公為中華職棒統一7-ELEVEn獅球員陳傑憲 。 |
| 芳婷戴宛亭            | 07/17      | 不適用   | 畢業於明新科技大學運動管理學系。曾榮獲IFC亞洲啦啦隊錦標賽海外男女混合組冠軍、IFC亞洲啦啦隊錦標賽海外混和雙人組季軍、ICU世界啦啦隊錦標賽男女混合組第六級銅牌，以及2010年ICU世界啦啦隊錦標賽男女混合組第六級銅牌。後加入POPCORN爆米花競技啦啦隊。現於ivendor科技聯盟公司服務。 |
| JuJu陳茱莉            | 01/12      | 不適用   | |
| 蕾蒂賴思陵            | 02/15      | 不適用   | 就讀嘉南藥理大學社會工作學系。 |
| 呼呼林尹柔            | 08/02      | 不適用   | |
| Fubon Angels 時期離隊 |            |          | |
| 葛皇許若凡Grace       | 03/07      | 不適用   | 2013－2016年為義大犀牛Rhino Angels成員。2017年為Fubon Angels成員。 2018年改任富邦球團人員，負責協助女孩管理與行銷。 |
| 橘子(橘兒)賴鈺涵      | 1995/02/03 | 不適用   | 2015－2016年義大犀牛Rhino Angels成員。 2021年加入P. LEAGUE+桃園領航猿Pilots Crew。 |
| 猩猩邱星如            | 1989/12/20 | 不適用   | 成軍前即為臺北富邦勇士啦啦隊成員， 2021年加入T1 League桃園雲豹電豹女。 |
| Julie林尹樂           | 1991/07/10 | 不適用   | 2016年統一7-ELEVEn獅Uni Girls成員，台泰混血， 2020年加入中信兄弟啦啦隊Passion Sisters。 |
| Amis李芝宇            | 1990/08/06 | 不適用   | 2013－2016年Lamigo桃猿LamiGirls成員，有「啦啦隊女神」美稱； 2019－2024年味全龍啦啦隊Dragon Beauties舞蹈總監。 |
| 松鼠魏慈慧            | 1992/05/18 | 不適用   | 2019年加入中信兄弟啦啦隊Passion Sisters。 |
| 豆芽林裕庭            | 1988/10/04 | 不適用   | 2015－2016年中信兄弟啦啦隊Passion Sisters，活動、婚禮主持人。2021年起擔任T1聯盟桃園雲豹啦啦隊電豹女總監。 |
| 安妮吳尚樺Anny        | 1992/07/21 | 不適用   | 2018年擔任副隊長，2019－2020年擔任隊長。 2021－2022年擔任桃園領航猿啦啦隊Pilots Crew總監。 2023年起擔任臺北台新戰神啦啦隊Taishin Wonders總監。 |
| 姍姍廖主惠            | 1991/09/30 | 不適用   | 姐姐為中信兄弟啦啦隊Passion Sisters成員廖小安。妹妹曾是高雄鋼鐵人啦啦隊鋼鐵女神雅典娜成員廖心恩。 |
| Queena鍾庭宇          | 1999/02/05 | 不適用   | 目前為國立體育大學學生。 2021年加入T1 League台灣啤酒英熊小調啤，2023年加入味全龍啦啦隊Dragon Beauties小龍女成員。 |
| 盈瑩郭盈瑩            | 1992/03/29 | 29       | 2015－2016年義大犀牛Rhino Angels成員，2022年起為中信兄弟啦啦隊Passion Sisters成員 |
| Amber林倩宇           | 1993/08/15 | 1        | 舞團Single lady團員。2022年起為P. LEAGUE+新北國王的專屬啦啦隊Queens成員。 |
| 穎兒陳沁枟            | 1991/12/26 | 26       | 本名陳沁枟，2015－2016年為統一7-ELEVEn獅Uni Girls成員；同時也是舞團Single lady團長。2022年起為P. LEAGUE+新北國王的專屬啦啦隊Queens成員。 |
| 豫花花王豫崋          | 1993/11/12 | 13       | 實踐大學服裝設計學系畢業。曾參與歌唱選秀節目《聲林之王》的演出。拍過多部廣告。後改藝名為「王妡」。 2025年4月因身穿中信兄弟球衣拍片諷刺富邦悍將，全部現身富邦悍將影片遭悍將機器人(即富邦悍將應用程式小編)下架。                                                               |
| 游游游涵君            | 1990/12/11 | 11       | 畢業於逢甲大學。 2023年8月加入P. LEAGUE+桃園領航猿Pilots Crew。 |
| Green劉秭婕           | 7/17       | 不適用   | 2022年入隊，2023年3月1日離隊。 |
| 惜葆蕭沛芸            | 06/01      | 不適用   | 2023年入隊，2024年3月1日離隊。 |
| 卡卡唐禹菁            | 1991/02/22 | 22       | 樹德科技大學表演藝術學系畢業。 2015－2016年義大犀牛Rhino Angels成員。2012短暫Lamigo桃猿Lamigo Girls成員。 2021－2023年擔任隊長。 |
| 百白張涵雅            | 1989/10/19 | 72       | 2020年為台灣卡丁車專屬啦啦隊浩星女孩成員。2022年入隊，2024年3月5日離隊。 |
| 李晧禎이호정          | 1998/06/02 | 51       | 1.首位韓國籍成員。2.2021年－2022年為三星獅啦啦隊成員，2023年為樂天巨人啦啦隊成員。 曾擔任大學熱舞社教學。2024年12月離隊，2025年重返樂天巨人。 |
| 東東簡妤芯Dong        | 1987/06/04 | 64       | 1.國立台東大學數學學系畢業。2.2013年兄弟象象Young女孩、2015－2016年中信兄弟Passion Sisters成員。 |
| 朱朱朱珮慈Piglet      | 1991/12/03 | 7        | 1.臺北市立體育學院動態藝術學系特技舞蹈組畢業。2.曾為劇場演員。 |
| 金渡娥김도아DoA       | 1994/12/24 | 88       | 1.目前同步為SSG登陸者啦啦隊成員。2.2024世界棒球12強賽跟隨韓國國家隊首度來台應援。3.2025年7月加入中信兄弟啦啦隊Passion Sisters。 |

## 演出作品

### 電視節目
| 年份 | 隊長               | 副隊長             |
| 2013 | 無隊長、副隊長職位 | 無隊長、副隊長職位 |
| 2014 | 無隊長、副隊長職位 | 無隊長、副隊長職位 |
| 2015 | 無隊長、副隊長職位 | 無隊長、副隊長職位 |
| 2016 | 無隊長、副隊長職位 | 無隊長、副隊長職位 |
| 2017 | 無隊長、副隊長職位 | 無隊長、副隊長職位 |
| 2018 | 豆芽               | 無副隊長職位       |
| 2019 | 安妮               | 東東               |
| 2020 | 安妮               | 東東               |
| 2021 | 卡卡               | 東東               |
| 2022 | 卡卡               | 東東               |
| 2023 | 卡卡               |                    |
| 2024 | 秀秀子             |                    |
| 2025 | 秀秀子             |                    |

| 年份 | 頻道名稱 | 節目名稱               | 備註 |
| ---- | -------- | ---------------------- | --- |
| 2021 | MOMOTV   | 《Fighting吧！Angels》 | 由 Fubon Angels帶領，介紹新莊棒球場一般人進不去的區域， 解密球員與Angels們的互動方式，並聊聊難忘賽事及球場小秘密…等等。 |

## 音樂作品
- 《Shiny Tonight》單曲，2019年9月13日
- 《說愛我》單曲，2021年10月10日

## 備註
1. ↑  第一支為樂天女孩
2. ↑  Juicy和Kevin
3. ↑  Green；本名劉秭婕，北市大動藝系畢業。曾為企業排球聯賽台北鯨華專屬啦啦隊《鯨Grils》成員。